# Synagoga w Nowotańcu
Synagoga w Nowotańcu — dom modlitwy powstały pod koniec XIX wieku. Był to murowany dom z kamienia łamanego, pokryty blachą. Obok synagogi znajdowała się również murowana rytualna mykwa. Dom modlitwy prowadzony przez Rochmesów usytuowany był po północnej stronie nowotanieckiego rynku, obok domu Thalenbergów.

## Historia
Pierwszą zgodę na budowę synagogi nowotanieccy Żydzi uzyskali przed rokiem 1721, wydał ją biskup Jan Kazimierz Bokum. 21 lipca 1745 zgodę na budowę drewnianej synagogi zatwierdził następnie biskup Hieronim Sierakowski. W wyniku pożaru jaki nawiedził Nowotaniec w roku 1802 zniszczeniu uległo wiele domów w tym również sama synagoga. Gmina nowotaniecka posiadała od samego początku samodzielność i była jednym z najmniejszych kahałów w całym powiecie sanockim. Do kahału w roku 1939 należało 10 rodzin. Synagoga została zdewastowana pierwszy raz we wrześniu 1939 podczas pogromu ukraińskiego, drugi raz w roku 1946 podczas kolejnych podpaleń i ataków UPA na miasto. Zachowała się relacja mieszkanki Sanoka, która ukrywała się w Nowotańcu po wywiezieniu sanockich Żydów do obozu w Zasławiu. Obecnie położenie tego budynku jest nieczytelne, gdyż w latach 70. wyrównano teren rynku.